# Selago albida
Selago albida là một loài thực vật có hoa trong họ Huyền sâm. Loài này được Choisy miêu tả khoa học đầu tiên.